# Cerkev Gospe zmage, Valletta
Cerkev Gospe zmage, prej znana kot cerkev svetega Antona opata , je bila prva cerkev in zgradba, dokončana v Valletti na Malti. Leta 1566, po velikem obleganju Malte, je veliki mojster Jean Parisot de Valette in njegov red pokazal zanimanje za gradnjo cerkve v imenu Marijinega rojstva kot obliko zahvale; gradnjo je financiral De Valette.

## Zgodovina
Cerkev je bila zgrajena v spomin na zmago vitezov Reda sv. Janeza in Maltežanov nad osmanskimi napadalci 8. septembra 1565. Zgrajena je bila na mestu, kjer je bila 28. marca 1566 ustanovljena verska slovesnost, s katero so 28. marca 1566 začeli polaganje temeljnega kamna novega mesta Valletta. Kot prvo stavbo je bila izbrana cerkev, da bi izrazili hvaležnost. Cerkev Marijinega rojstva ni samo cerkev, titularna slika je tudi za glavnim oltarjem in prikazuje rojstvo Blažene Device.
Graditelj Jean Parisot de Valette je financiral gradnjo stavbe. Umrl je zaradi vročine 21. avgusta 1568 in bil pokopan v kripti cerkve. Ko pa je bila zgrajena stolnica sv. Janeza, so bili njegovi ostanki preseljeni tja.
Leta 1617 je red svetega Janeza izbral to cerkev za svojo župnijsko cerkev. Cerkev je bila takrat posvečena svetemu Antonu opatu. Leta 1699 so apsido cerkve razširili po ukazu velikega mojstra Ramona Perellosa y Roccafulja. Perellos je leta 1716 malteškemu umetniku Alessiju Erardiju naročil, da je poslikal obok s prizori, ki prikazujejo življenje Device; to je bilo končano v dveh letih. Leta 1752 so pročelje, zakristijo, zvonik in župnikovo hišo povečali. Fasada je dobila čudovit baročni videz. Na fasadi je tudi bronast doprsni kip papeža Inocenca XII.. Poleg tega so v drugem delu 18. stoletja poleg oltarjev, posvečenih sv. Janezu Krstniku in sv. Pavlu, postavili še dva oltarja.
Leta 1837 je cerkev postala garnizijska cerkev kraljevih malteških polkov, ki so pozneje postali kraljevi malteški topničarji. Skozi leta je cerkev doživela več poškodb tako na svoji zgradbi kot na slikah. 23. aprila 1942 je bil cerkveni strop poškodovan zaradi zračnega napada, ki je prizadel Valletto in je uničil tudi bližnjo Kraljevo opero. Leta 1943, se je 8. septembra predal drug sovražnik, tokrat italijanske flote; cerkev je zdaj postala cerkev "Gospe zmage".

## Umetniška dela
Cerkev ima številne umetniške zaklade. Na vsaki strani nad oltarjem so slike svetega Antona Egipčanskega in svetega Antona Padovanskega. Te so na Malto leta 1530 pripeljali malteški vitezi, potem ko je cesar Karel V. dal otok redu sv. Janeza kot bazo. Cerkev vsebuje tudi dela Francesca Zahre, Ermenegilda Grecha in Enrica Arnauxa.
Leta 1792 je na Malti umrl beneški veliki admiral Angelo Emo. Zaželel si je, da bi njegovo srce pokopali v cerkvi Gospe zmage; leta 1802 je bil postavljen sarkofag malteškega kiparja Vincenza Dimecha v njegovo čast.

## Danes
9. julija 1965 je bila kot prostovoljna nepridobitna organizacija ustanovljena Din l-Art Ħelwa (National trust of Malta). Njegova naloga je varovanje zgodovinske in naravne dediščine Malteških otokov.
Odbor za rehabilitacijo Vallette in Din l-Art Ħelwa sta začela akcijo za obnovo zanemarjene cerkve, ki ima za otok ogromen duhovni, zgodovinski in umetniški pomen. Restavriranje je potekalo na strehi, fialah in delu zvonika, ki ga je sponzoriral Computime. Delo je bilo končano do leta 2002. Obnova zunanje strukture je bila končana leta 2004 po zaslugi velikega sponzorstva PricewaterhouseCoopers. Notranja prenova se je začela leta 2004. Poslikave iz let 1716 in 1718 so bile zanemarjene, infiltracija vode, vlaga in eksplozija bombe so pustili svoj pečat. Do leta 2008 so uspeli rešiti tri pomembne segmente oboka. dela pa naj bi se zaključila do leta 2016.
Cerkvena stavba je navedena v Nacionalnem seznamu kulturnih dobrin Malteških otokov. 
Pastoralne funkcije cerkve opravljajo vsak dan. Velečasni monsinjor Dun Anton Galea je več kot 20 let opravljal funkcijo rektorja Cerkve.
Cerkev je za javnost odprta brezplačno.

## sklici
1. ↑  Lanfranco, Guido (2000). »It-Taghlim tad-Duttrina fil-Gzejjer Maltin; Ftit ta' l-Istorja« (PDF). L-Imnara (v malteščini). Rivista tal-Għaqda Maltija tal-Folklor. Melita Historica. 6 (3): 104. Arhivirano iz prvotnega spletišča (PDF) dne 17. aprila 2016.
2. ↑  »Our Lady of Victory Church, Valletta«. Din l-Art Ħelwa. 6. oktober 2011. Pridobljeno 14. oktobra 2014.
3. ↑  »Our Lady of Victory Church Valletta«. Malta Pass. Pridobljeno 14. oktobra 2014.
4. ↑  »History of the Church«. ourladyofvictory.org.mt. Din l-Art Ħelwa. Pridobljeno 21. septembra 2015.
5. ↑  »Valletta - The Churches«. romeartlover.tripod.com. Pridobljeno 14. oktobra 2014.
6. ↑  »Our Lady of Victory Church« (PDF). National Inventory of the Cultural Property of the Maltese Islands. 30. marec 2012. Pridobljeno 31. oktobra 2015.